# شهرستان لامار (میسیسیپی)
شهرستان لمار، میسیسیپی (به انگلیسی: Lamar County, Mississippi) یک سکونتگاه مسکونی در ایالات متحده آمریکا است که در ایالت میسیسیپی واقع شده‌است.